# Maria Mazurkiewicz
Maria Anna Mazurkiewicz z d. Bohdan, I v. Zienkiewicz ps. Irma (ur. 5 grudnia 1903 w Słucku, zm. 1 grudnia 1985 w Warszawie) – szef łączności wewnętrznej KG TOW w Warszawie, od 1944 kierowniczka sieci alarmowej i osobista łączniczka Szefa Kedywu KG AK; w powstaniu dowódczyni zespołu kobiecego Łączności Bojowej Zgrupowania „Radosław”, wieloletnia więźniarka UB, inwalidka.

## Życiorys
Urodziła się 5 grudnia 1903 w Słucku w kresowej patriotycznej rodzinie inteligenckiej Mitrofana Bohdana i Marii z Biryczów. W okresie trwającej rewolucji październikowej rodzina przeniosła się w okolice Grodna, gdzie Maria ukończyła w połowie lat dwudziestych gimnazjum w Nowogródku otrzymując świadectwo maturalne. W 1932 poślubiła Stanisława Zienkiewicza, sędziego w Grodnie. Od początku lat trzydziestych razem z mężem należała do tajnej organizacji o nazwie Pogotowie Obywatelskie, współdziałającej ze Związkiem Strzeleckim. Stanisław Zienkiewicz został wcześniej zwerbowany przez pracownika Ekspozytury 2 Oddziału II Sztabu Generalnego por. Władysława Milanowskiego. Celem organizacji było przygotowanie działania wywiadowczo-dywersyjnego na tyłach frontu w wypadku wojny z ZSRR, a jej głównym organizatorem na tym terenie był ówczesny kpt. Jan Mazurkiewicz.
Wojna zastała Marię w Grodnie. W listopadzie 1939 udało się Marii przejść w dramatycznych warunkach granicę dwóch okupacji i dotrzeć do męża w Warszawie. W lutym 1940 przystąpiła do Tajnej Organizacji Wojskowej, którą dowodził mjr. Jan Mazurkiewicz. Organizacja powstała z Pogotowia Obywatelskiego, do której należał także jej mąż. Uczestniczyła jako „Irma” w rozległej działalności organizacji, pełniąc w niej funkcję szefa łączności wewnętrznej KG TOW. Brała również udział w drukowaniu i kolportowaniu tajnej prasy, w produkcji broni i w odbijaniu więźniów. W jej mieszkaniu znajdującym się przy ul. Smulikowskiego mieściła się jedna z kilku wytwórni termitów i butelek zapalających, które następnie były rozwożone do podwarszawskich miejscowości, a także do Krakowa, Lublina, Siedlec. W marcu 1943, kiedy scalono TOW z AK, Maria przeszła do pracy w Kedywie KG AK. Od lutego 1944 objęła funkcję kierowniczki sieci alarmowej Szefa Kedywu KG AK, ppłk. Jana Mazurkiewicza ps. „Radosław”.
Podczas powstania warszawskiego, początkowo na Woli, później na Starówce pełniła funkcję szefa łączności Zgrupowania „Radosław” jako dowódczyni Kobiecego Oddziału Łączności Bojowej. Organizowała również łączność podczas walk na Czerniakowie, a następnie w nocy 18 września przedostała się kanałami na Mokotów.
Kapitan Maria Anna Mazurkiewicz Rozkazem Dowódcy AK nr 512 z 2 października 1944 została odznaczona Krzyżem Srebrnym Orderu Wojennego Virtuti Militari za wyróżniające się męstwo w służbie bojowej i walkach Powstania warszawskiego. Nadanie zostało zweryfikowane w 1964 przez GKWO przy ZG ZBoWiD z nr. zaświadczenia DK-0901/W oraz w 1965 przez Komisję Weryfikacyjną AK w Londynie z nr. Krzyża 13018. Z wnioskiem o nadanie jej Virtuti M1htan wystąpił także w Rozkazie Nr 319 /Zatoka/301/ datowanym na 1 czerwca 1945 Delegat Sił Zbrojnych na Kraj, płk Jan Rzepecki. Była również odznaczona Krzyżem Walecznych (po raz 1 w 1942, po raz 2 i 3 w 1944).
3 października po kapitulacji powstania razem z Janem Mazurkiewiczem wyszła z Warszawy w kolumnie jeńców cywilnych, z której zdołali zbiec w Pruszkowie. Przez cały październik razem z nim przebywała w podwarszawskich miejscowościach, w których „Radosław” odtwarzał Kedyw KG AK. W następnych miesiącach była u jego boku, gdy pełnił funkcję komendanta Obszaru Centralnego „NIE”, a w końcu komendanta Obszaru Centralnego Delegatury Sił Zbrojnych na Kraj i WiN. 1 sierpnia 1945 z „Radosławem” została aresztowana przez UB i uwięziona na Rakowieckiej. W trakcie przebywania w więzieniu, dwukrotnie wyprawiono Marię na wolność, z listami „Radosława” do oficerów DSZ pozostających na wolności w sprawie spowodowania ich ujawnienia. Została zwolniona, w ramach akcji ujawniania pełniła funkcję sekretarki Centralnej Komisji Likwidacyjnej AK, na czele której stanął „Radosław”. Poświęciła się z dużym zapałem pracy społecznej, podczas której została sekretarką Komisji Ekshumacyjnej, która zajmowała się identyfikacją i grzebaniem poległych powstańców i mieszkańców Warszawy. Miała duży udział w urządzaniu Cmentarza Wojskowego na Powązkach. Współorganizowała również opiekę nad sierotami i inwalidami wojennymi, a także rodzinami poległych kolegów. Po rozwodzie ze Stanisławem Zienkiewiczem, 13 listopada 1948 zawarła związek małżeński z płk. Janem Mazurkiewiczem „Radosławem”. 13 stycznia 1949 została ponownie aresztowana i osadzona w więzieniu mokotowskim, oskarżona z art. 86 § 2 KKWP. Po długotrwałym, wyjątkowo okrutnym śledztwie w latach 1949-1950, który był prowadzony przez znanych oprawców: Józefa Różańskiego, Adama Humera, Ludwika Serkowskiego i Trutkowskiego, „Irma” krańcowo wyczerpana, próbowała popełnić samobójstwo, a gdy jej w tym przeszkodzono rozpoczęła głodówkę. 19 maja 1952 wyrokiem WSR w Warszawie skazano Marię na 15 lat więzienia. W więzieniach na Rakowieckiej i w Fordonie przebywała do 4 kwietnia 1956, kiedy to udzielono jej urlopu zdrowotnego. Do więzienia już nie wróciła. Na wniosek Generalnej Prokuratury Sąd Najwyższy przekazał prowadzenie jej  sprawy do ponownego rozpatrzenia Sądowi Wojewódzkiemu w Warszawie, który 17 listopada 1957 uniewinnił ją stwierdzając, że czyn przestępczy zarzucany Marii Mazurkiewicz w ogóle nie zaistniał. 30 stycznia 1957 przyznano jej rentę inwalidzką. Mimo konieczności długotrwałego leczenia, razem z mężem zajęła się niesieniem pomocy kolegom, którzy byli zwalniani z więzień, wyszukiwaniem im pracy, mieszkań oraz możliwości leczenia. Po wyjściu z więzienia utrzymywała się z mężem prowadząc zakład produkcji kapturków przeciwdeszczowych. W 1958, dzięki pomocy jakiej udzielili im przyjaciele, stali się właścicielami baru kawowego „Wiklina”, znajdującym się przy Marszałkowskiej. Od 1947 była członkinią Związku Bojowników o Wolność i Demokrację. W 1973 otrzymała z Urzędu do Spraw Kombatantów rentę wyjątkową wynoszącą 1500 zł miesięcznie.
Zmarła w Warszawie 1 grudnia 1985, a pochowana została na Cmentarzu Wojskowym na Powązkach w kwaterze batalionu „Miotła”.